# Амбролава, Каха
Каха Амбролава (род. 21 марта 1993, Бакуриани, Самцхе-Джавахети) — грузинский хоккеист, вратарь. Воспитанник клуба Бакурианис Мимино. С 2008 по 2024 год являлся игроком этого клуба, выступал в чемпионате Грузии по хоккею с шайбой.

## Карьера
С 15 лет играет в грузинском хоккейном клубе «Мимино».
В 2008 году участвовал в ІV международном турнире по хоккею с шайбой на кубок НПГ «Днепротехсервис» за сборную клубов Грузии.
В 2012 году дебютировал на международной арене в Квалификационном турнире третьего дивизиона чемпионата мира по хоккею с шайбой 2013, где стал лучшим игроком сборной Грузии по мнению тренера. На турнире сыграл три матча,пропустив 28 шайб.
| Игрок          | Минуты | Броски | ПШ | КН   | %ОБ   | И"0" |
| Каха Амбролава | 178:25 | 125    | 28 | 9.08 | 78.40 | 0    |

Примечание: ПШ = Пропущено шайб; КН = Коэффициент надёжности; %ОБ = Процент отражённых бросков; И"0" = «Сухие игры»